# نور إلياس
نور إلياس هو لاعب كرة قدم ماليزي في مركز الوسط، ولد في 2 أكتوبر 1991 في كوالا ترينغانو في ماليزيا. لعب مع نادي ترغكانو.

## وصلات خارجية
- نور إلياس على موقع Soccerway.com (الإنجليزية)